# عزلة ذي البرح (تعز)

تعديل مصدري - تعديل

عزلة ذي البرح هي إحدى عزل مديرية صبر الموادم في محافظة تعز اليمنية ويبلغ تعداد سكانها 4518 نسمة حسب التعداد السكاني في اليمن لعام 2004.

## روابط خارجية
- الجهاز المركزي للإحصاء بالجمهورية اليمنية
- المركز الوطني للمعلومات باليمن
- World Gazetteer:Yemen
- الدليل الشامل